# FK Miravci
FK Miravci (Macedonisch: ФК Миравци) is een Macedonische voetbalclub uit Miravci. De club promoveerde in 2007 naar de Vtora Liga (tweede klasse). Miravci werd derde en speelde een play-off tegen eersteklasser Baškimi Kumanovo, maar verloor deze met 4-1 en blijft daardoor in de tweede klasse. In 2013 verhuisde de club naar het nabijgelegen Gevgelija en voegde Kožuf toe aan de naam. In 2016 degradeerde de club uit de tweede klasse.